# Ringebu stavkirke
Kościół klepkowy w Ringebu (Ringebu stavkirke) – kościół klepkowy (słupowy), znajdujący się w norweskim mieście Ringebu, w regionie Oppland.
Kościół został wspomniany po raz pierwszy w 1270 roku. Znalezione w trakcie prac archeologicznych w latach 1980 - 1981 monety pochodzą również z XIII wieku, najstarsze z 1217 roku. Kościół został prawdopodobnie wybudowany na miejscu starszego, którego pozostałości zostały odkryte. 
Świątynia została przebudowana w 1630 roku na planie krzyża. Wtedy też dobudowano charakterystyczną czerwoną wieżę. Z oryginalnej konstrukcji zachowano jedynie nawę oraz wolnostojące słupy. W 1717 roku wykonano polichromię we wnętrzu świątyni. Pokrywa ona jedynie dolne części ścian, gdyż sklepienie znajdowało się wtedy niżej niż obecnie. W późniejszych latach malowidła zamalowano na biało. Prace restauracyjne przeprowadzone w 1921 roku przywróciły kościołowi bardziej zbliżony do pierwotnego kształt bryły. Usunięto też białą farbę pokrywającą polichromię. Od czasu reformacji świątynia należy do Kościoła Norweskiego. 